# Микулинецька селищна рада
Микулине́цька се́лищна ра́да — адміністративно-територіальна одиниця та орган місцевого самоврядування в Теребовлянському районі Тернопільської області. Адміністративний центр — селище міського типу Микулинці.

## Загальні відомості
- Микулинецька селищна рада утворена в 1939 році.
- Територія ради: 8,882 км²
- Населення ради: 5 226 осіб (станом на 2001 рік)
- Територією ради протікає річка Серет.

## Населені пункти
Селищній раді підпорядковані населені пункти:
- смт Микулинці
- с. Воля
- с. Конопківка
- с. Кривки

## Географія
Микулинецька селищна рада межує з:
- Миролюбівською сільрадою Тернопільського району на півночі
- Настасівською сільрадою на північному заході
- Ладичинською сільрадою на заході
- Струсівською сільрадою на півдні
- Дружбівською селищною радою на південному сході
- Лошнівською сільрадою на сході
- Сущинською сільрадою на північному сході

Через територію Микулинецької селищної ради проходить автомагістраль Тернопіль-Чортків-Чернівці та залізниця Тернопіль-Заліщики.

## Склад ради
Рада складається з 30 депутатів та голови.
- Голова ради: Осіпчук Петро Іванович
- Секретар ради: Барська Оксана Зіновіївна

### Керівний склад попередніх скликань
Примітка: таблиця складена за даними сайту Верховної Ради України

### Депутати
За результатами місцевих виборів 2010 року:
- Кількість мандатів: 30
- Кількість мандатів, отриманих за результатами виборів: 28
- Кількість мандатів, що залишаються вакантними: 2

#### За суб'єктами висування
| Суб'єкт висування | Кількість обраних депутатів | %   |
| ----------------- | --------------------------- | --- |
| Самовисування     | 28                          | 100 |

#### За округами
| № округу | Прізвище, ім'я, по батькові   | Дата визнання обраним | Освіта  | Партійна приналежність                                                                     | Відомості про обраного депутата                                                               |
| -------- | ----------------------------- | --------------------- | ------- | ------------------------------------------------------------------------------------------ | --------------------------------------------------------------------------------------------- |
| 1        | Жирук Олександра Романівна    | 02.11.2010            | середня | позапартійна                                                                               | Будинок культури с. Кривки, завідувач                                                         |
| 2        | Рапіта Галина Миколаївна      | 02.11.2010            | середня | позапартійна                                                                               | УДПЗ м. Теребовля, старший інспектор                                                          |
| 3        | Стахів Роман Петрович         | 02.11.2010            | вища    | позапартійний                                                                              | ПП «Метопал», сПД                                                                             |
| 4        | Палій Богдан Іванович         | 02.11.2010            | середня | позапартійний                                                                              | ТзОВ «Презент», експерт                                                                       |
| 5        | Дичко Павло Андрійович        | 02.11.2010            | середня | позапартійний                                                                              | Тепло-комуненерго, кочегар                                                                    |
| 6        | Барладин Костянтин Васильович | 15.11.2010            | вища    | позапартійний                                                                              | Микулинецька загальноосвітня школа, вчитель географії                                         |
| 7        | Грицюк Степан Васильович      | 02.11.2010            | вища    | позапартійний                                                                              | ТОВ «Микулине-цький хлібзавод», заступник голови відділу збуту                                |
| 10       | Лазорко Андрій Романович      | 02.11.2010            | вища    | член Громадянської партії «ПОРА»                                                           | приватний підприємець                                                                         |
| 11       | Іщук Надія Степанівна         | 02.11.2010            | вища    | позапартійна                                                                               | ВАТ «Булат», головний енергетик                                                               |
| 12       | Будза Петро Михайлович        | 02.11.2010            | вища    | позапартійний                                                                              | приватний підприємець                                                                         |
| 13       | Олійник Олег Богданович       | 02.11.2010            | вища    | позапартійний                                                                              | ПП «Катруб», головний бухгалтер                                                               |
| 14       | Матлага Сергій Васильович     | 02.11.2010            | вища    | позапартійний                                                                              | приватний підприємець                                                                         |
| 15       | Олійник Руслан Іванович       | 02.11.2010            | вища    | позапартійний                                                                              | приватний підприємець                                                                         |
| 16       | Кузь Сергій Михайлович        | 02.11.2010            | середня | позапартійний                                                                              | тимчасово не працює                                                                           |
| 17       | Фуг Оксана Михайлівна         | 02.11.2010            | вища    | позапартійна                                                                               | ПП «Катруб», бухгалтер                                                                        |
| 18       | Сидор Петро Олегович          | 02.11.2010            | вища    | позапартійний                                                                              | ТОВ «Микулинецьке АТП 16144», механік                                                         |
| 19       | Гогусь Назар Богданович       | 02.11.2010            | вища    | позапартійний                                                                              | ПП «Катруб», менеджер                                                                         |
| 20       | Дорощук Оксана Петрівна       | 02.11.2010            | вища    | член Всеукраїнського об'єднання «Батьківщина»                                              | Микулинецька ЦРЛ, лікар                                                                       |
| 21       | Барська Оксана Зіновіївна     | 02.11.2010            | середня | позапартійна                                                                               | Микулинецька селищна рада, секретар                                                           |
| 22       | Горбаль Віктор Васильович     | 02.11.2010            | вища    | позапартійний                                                                              | пенсіонер                                                                                     |
| 23       | Карапулька Андрій Ігорович    | 02.11.2010            | вища    | член Народного Руху України                                                                | Бережанський агротехнічний інститут, студент                                                  |
| 24       | Андрухів Роман Романович      | 02.11.2010            | вища    | позапартійний                                                                              | тимчасово не працює                                                                           |
| 25       | Горячов Анатолій Євгенович    | 02.11.2010            | середня | позапартійний                                                                              | ПП «Галка», водій                                                                             |
| 26       | Бельзецький Борис Андрійович  | 02.11.2010            | середня | член Політичної партії «УДАР (Український Демократичний Альянс за Реформи) Віталія Кличка» | приватний підприємець                                                                         |
| 27       | Фука Олег Євстахієвич         | 02.11.2010            | вища    | позапартійний                                                                              | приватний підприємець                                                                         |
| 28       | Миколишин Олег Омелянович     | 02.11.2010            | середня | позапартійний                                                                              | Микулинецька мебельна фабрика, сПД                                                            |
| 29       | Терещук Анатолій Петрович     | 02.11.2010            | вища    | позапартійний                                                                              | Тернопільська обласна організація всеукраїнської спілки автомобілістів, начальник лабораторії |
| 30       | Крищишин Володимир Львович    | 02.11.2010            | вища    | позапартійний                                                                              | Микулинецька ЦРЛ, лікар                                                                       |